# شاه کروئل
شاه کروئل (به انگلیسی: King Creole) فیلمی محصول سال ۱۹۵۸ و به کارگردانی مایکل کورتیز است. در این فیلم بازیگرانی همچون الویس پرسلی، کارولین جونز، والتر ماتائو، دولورس هارت، دین جاگر، ویک مورو، هربرت جوزف آبراهامز، مایکل وی. گازو، برایان جی هاتن، ریموند بیلی و گوین گوردن ایفای نقش کرده‌اند.